# Trichoclea deserticola
Trichoclea deserticola là một loài bướm đêm trong họ Noctuidae.